# Mirza Teletović
Mirza Teletović (ur. 17 września 1985 w Mostarze) – bośniacki koszykarz, występujący na pozycji silnego skrzydłowego.
Od lipca 2012 do 2015 roku zawodnik Brooklyn Nets. Aktualnie zawodnik klubu Phoenix Suns.
17 lipca 2015 roku podpisał umowę z Phoenix Suns. 8 lipca 2016 został zawodnikiem Milwaukee Bucks. 11 marca 2018 został zwolniony przez klub z Wisconsin.

## Osiągnięcia

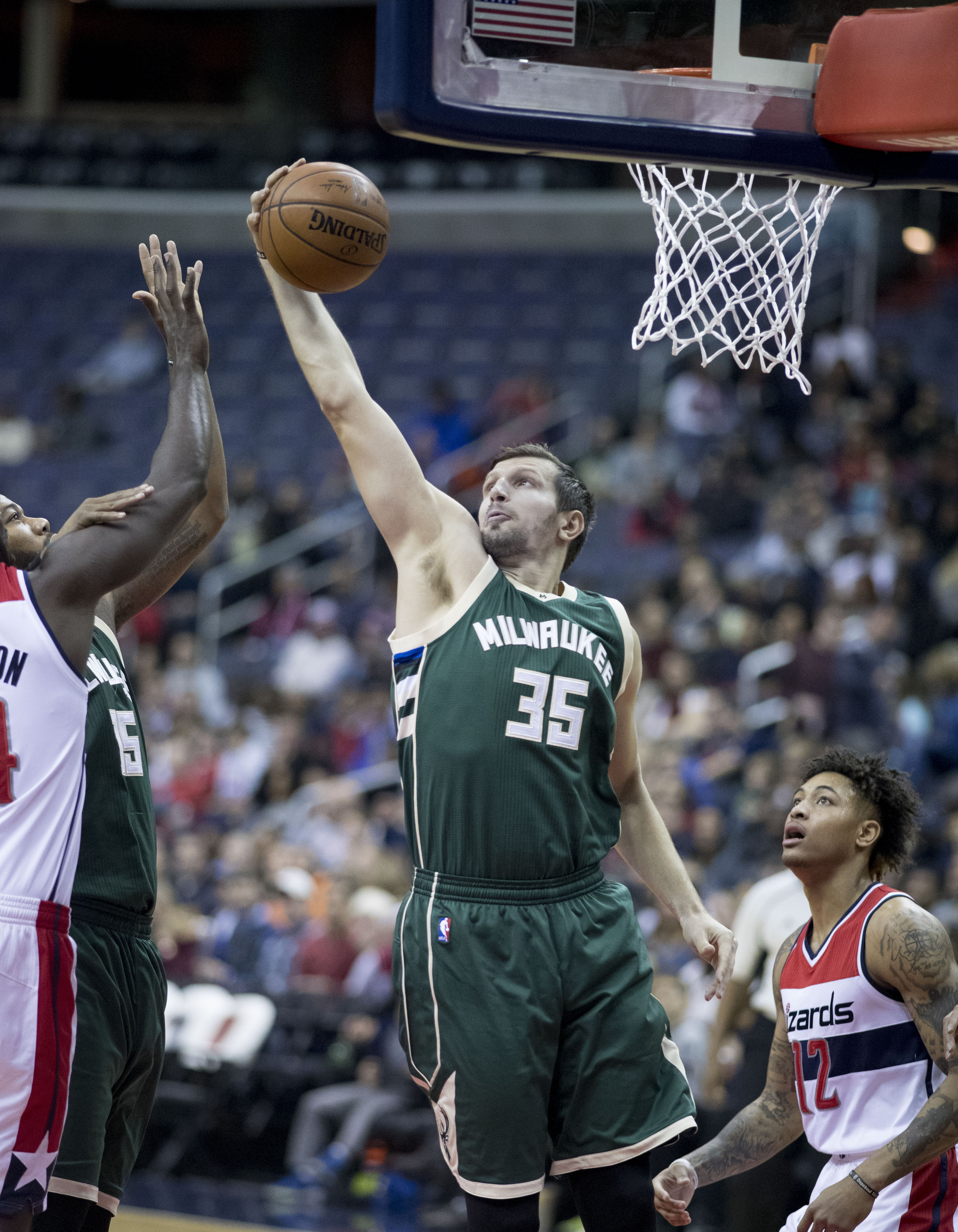
W barwach Milwaukee Bucks (grudzień 2016).

stan na 11 marca 2018, na podstawie, o ile nie zaznaczono inaczej.
Drużynowe
- Mistrz:
  - Euroligi (2008)
  - Belgii (2006)
  - Hiszpanii (2008, 2010)
- Wicemistrz Hiszpanii (2009)
- Zdobywca:
  - Pucharu Hiszpanii (2009)
  - Superpucharu Hiszpanii (2006, 2007, 2008)
- 3. miejsce w:
  - Pucharze Hiszpanii (2007, 2010, 2011, 2012)
  - Superpucharze Hiszpanii (2009, 2010)
- 4. miejsce w Eurolidze (2007, 2008)
- Finalista:
  - Pucharu Hiszpanii (2008)
  - Superpucharu Hiszpanii (2011)

Indywidualne
- MVP:
  - Pucharu Hiszpanii (2009)
  - kolejki rozgrywek ACB (6. – 2009/10, 3. – 2010/11, 20. – 2011/12)
- Najlepszy Młody Zawodnik Ligi ACB (2008)
- Lider z najlepszą śr. rzutów za 2 pkt (74,2%) w Eurolidze w 2008/09 (Caja Laboral Vitoria)
- Udział w Meczu Gwiazd ligi bośniackiej (2004)
- Zaliczony do składu All-ACB Team (2012)
- Finalista konkursu wsadów ligi bośniackiej (2004)

Reprezentacja
- Uczestnik:
  - mistrzostw Europy (2003 – 15. m., 2005 – 13. m., 2011 – 17. m., 2013 – 13. m.)
  - kwalifikacji do:
    - mistrzostw świata (2017 – srebro)
    - Eurobasketu (2012, 2014, 2016 – 13. m.)
- Wicemistrz kwalifikacji do mistrzostw świata (2017)